# Anastasi el Sinaïta
Anastasi el Sinaïta (en llatí Anastasius Sinaita, en grec antic Ἀναστάσιος Σιναίτης) va ser un prevere i monjo grec de la muntanya del Sinaí, que és anomenat pels escriptors grecs posteriors com «el nou Moisès» (en grec: Μωσῆς νέος).
Va viure al final del segle vii. Hi ha dos altres monjos que porten l'epítet de «Sinaïta», Anastasi I i Anastasi II d'Antioquia, però no se sap amb certesa si també van ser monjos al Sinaí.
Va escriure l'obra coneguda com a Hodegus una obra religiosa escrita contra els acèfals i altres heretges que només reconeixien una naturalesa en Jesucrist. L'obra és considerada una rapsòdia il·lògica sense gràcia en l'estil i molt poc acurada amb els fets de la narració. Aquesta obra s'ha atribuït també a Anastasi I, patriarca d'Antioquia, però parla de fets que van passar després de la seva mort. Fabricius l'inclou a la Bibliotheca Graeca.